# エリザヴェータ・マヴリキエヴナ
エリザヴェータ・マヴリキエヴナ（露: Елизавета Маврикевна, 1865年1月25日 - 1927年3月24日）は、ドイツのザクセン＝アルテンブルク公家の公女で、ロシアの皇族女性。コンスタンチン・コンスタンチノヴィチ大公と結婚し、ロシア大公妃の称号を有した。
ドイツ語名はエリーザベト・フォン・ザクセン＝アルテンブルク（Elisabeth von Sachsen-Altenburg）。

## 生涯
ザクセン＝アルテンブルク公子モーリッツとその妻でザクセン＝マイニンゲン公ベルンハルト2世の娘であるアウグステ（1843年 - 1919年）の間の次女として生まれた。全名はエリーザベト・アウグステ・マリー・アグネス（独: Elisabeth Auguste Marie Agnes）。当時のプリンセスにありがちな、信仰心、フランス語、古典文学、ピアノ演奏などが中心の教育を受けた。幼い頃はヨーロッパ中にいる親戚を訊ねて各国の宮廷を訪れた。
1882年、又従兄にあたるロシアのコンスタンチン・コンスタンチノヴィチ大公がアルテンブルクの宮廷を訪れ、エリーザベトは彼と婚約した。「KR」のペンネームで知られるコンスタンチン大公は、婚約に際してエリーザベトに詩を捧げている。

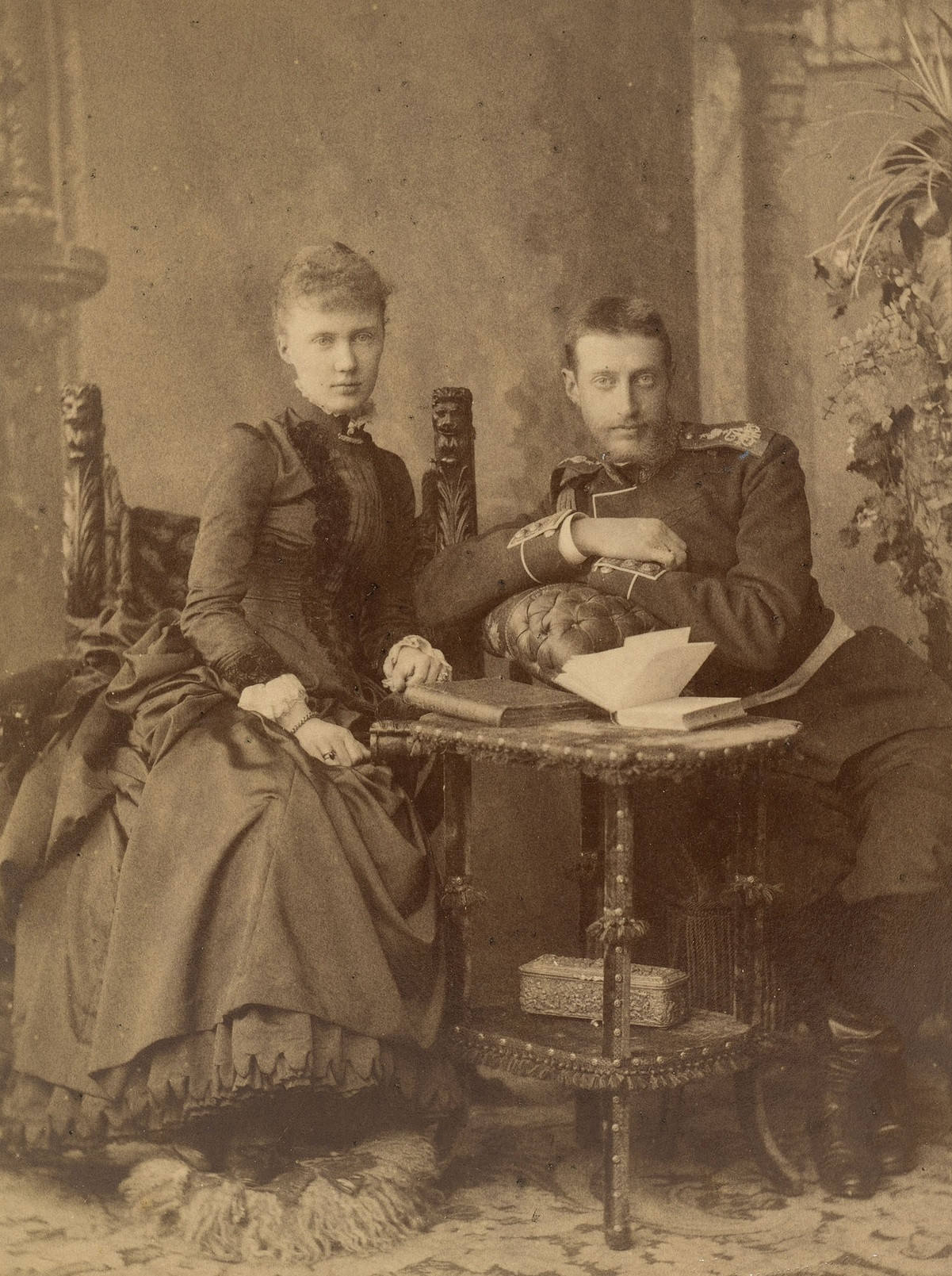
エリザヴェータと夫のコンスタンチン大公、1894年

1884年4月27日にサンクトペテルブルクにおいて、コンスタンチン大公と結婚した。コンスタンチンは皇帝ニコライ1世の次男コンスタンチン・ニコラエヴィチ大公の跡取り息子で、ロマノフ家のコンスタンチン分家の当主であった。エリーザベトは結婚に際し、洗礼名をロシア式にエリザヴェータ・マヴリキエヴナ（Елизавета Маврикевна）と改め、嫁ぎ先のロマノフ家では「マヴラ（Мавра）」の愛称で呼ばれた。エリザヴェータが結婚に際して正教に改宗すること拒んでルター派の信仰を保ち、またコンスタンチンが隠れた同性愛者だったにもかかわらず、夫婦仲は良好だった。しかし、エリザヴェータは夫と違って優れた知性や芸術的感性を持ち合わせない女性だった。
第1次世界大戦中に四男のオレグと夫のコンスタンチン大公を相次いで失い、エリザヴェータは悲嘆にくれた。1917年の10月革命後、さらに長男のイオアン、三男のコンスタンチン、五男のイーゴリがボリシェヴィキ政府に拘束され、1918年7月18日にエカテリンブルク郊外のアラパエフスクで一族の他の者たちとともに処刑されている。次男のガヴリールもまた拘束されたが、マクシム・ゴーリキーの尽力で解放され、国外に脱出した。さらに1919年には、夫の死後頼りにしてきた義弟のドミトリー大公がペトロパヴロフスク要塞で処刑された。
エリザヴェータは1918年10月、スウェーデンの外交官の尽力でビザを発給してもらい、未成年の2人の子供、ゲオルギーおよびヴェラを連れてスウェーデン籍の船舶でオンゲルマンランド地方に上陸した。スウェーデン王グスタフ5世夫妻の招きでストックホルムに移った後、サルトシェバーデン（Saltsjöbaden）で暮らした。
1920年にはベルギー経由でドイツに帰国し、弟の元ザクセン＝アルテンブルク公エルンスト2世の隠棲先に同居するようになった。長く肺癌を患ったのち1927年に死去し、アルテンブルクの公妃アグネス記念教会（Herzogin Agnes Gedächtniskirche）に葬られた。遺骸は1939年にエルンスト2世の隠居所であるフレーリッヒェ・ヴィーダークンフト狩猟用城館（Jagdschloss Fröhliche Wiederkunft）の近くの墓所に改葬されている。

## 子女

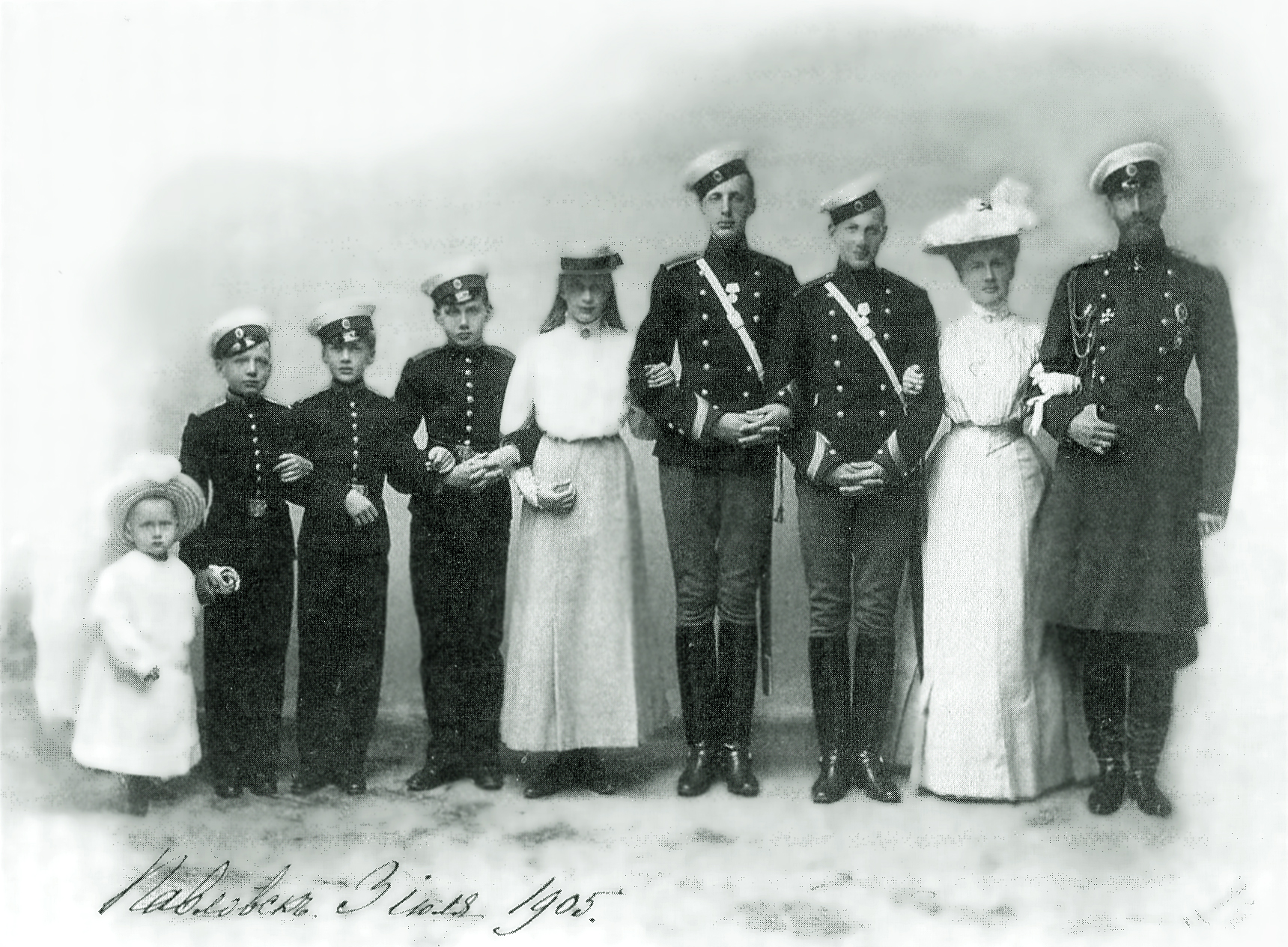
コンスタンチン大公一家、1905年

- イオアン（1886年 - 1918年）
- ガヴリール（英語版）（1887年 - 1955年）
- タチアナ（1890年 - 1970年）
- コンスタンチン（1891年 - 1918年）
- オレグ（1892年 - 1914年）
- イーゴリ（1894年 - 1918年）
- ゲオルギー（英語版）（1903年 - 1938年）
- ナターリヤ（1905年）
- ヴェラ（英語版）（1906年 - 2001年）